# Caciomorpha
Caciomorpha is een kevergeslacht uit de familie van de boktorren (Cerambycidae). De wetenschappelijke naam van het geslacht werd voor het eerst geldig gepubliceerd in 1864 door Thomson.

## Soorten
Caciomorpha omvat de volgende soorten:
- Caciomorpha batesii (Pascoe, 1858)
- Caciomorpha buquetii (Guérin-Méneville, 1844)
- Caciomorpha genalis (Aurivillius, 1909)
- Caciomorpha palliata (White, 1855)
- Caciomorpha plagiata (Bates, 1875)
- Caciomorpha robusta Galileo & Martins, 1998
- Caciomorpha susua (Martins & Galileo, 1996)